# Come an' Get It
| Recensione | Giudizio |
| ---------- | -------- |
| AllMusic   |          |

Come an' Get it è il quarto album in studio del gruppo musicale britannico Whitesnake, pubblicato nell'aprile del 1981 dalla EMI.
È diventato l'album di maggior successo in classifica del gruppo, avendo raggiunto il secondo posto della Official Albums Chart dietro solo a Kings of the Wild Frontier di Adam and the Ants.

## Tracce
1. Come an' Get It – 3:59 (David Coverdale)
2. Hot Stuff – 3:22 (Coverdale, Micky Moody)
3. Don't Break My Heart Again – 4:03 (Coverdale)
4. Lonely Days, Lonely Nights – 4:16 (Coverdale)
5. Wine, Women an' Song – 3:45 (Coverdale, Moody, Bernie Marsden, Neil Murray, Jon Lord, Ian Paice)
6. Child of Babylon – 4:48 (Coverdale, Marsden)
7. Would I Lie to You – 4:29 (Coverdale, Moody, Marsden)
8. Girl – 3:55 (Coverdale, Marsden, Murray)
9. Hit an' Run – 3:23 (Coverdale, Moody, Marsden)
10. Till the Day I Die – 4:23 (Coverdale)

Tracce bonus nella ristampa del 2007
1. Child of Babylon (Alternate rough mix) – 4:28 (Coverdale, Marsden)
2. Girl (Alternate version/rough mix) – 4:07 (Coverdale, Marsden, Murray)
3. Come an' Get It (Rough mix) – 3:59 (Coverdale)
4. Lonely Days, Lonely Nights (Alternate version/rough mix) – 4:13 (Coverdale)
5. Till the Day I Die (Rough mix) – 4:44 (Coverdale)
6. Hit an' Run (Backing track) – 3:18 (Coverdale, Moody, Marsden)

## Formazione
- David Coverdale – voce
- Micky Moody – chitarre, cori
- Bernie Marsden – chitarre, cori
- Neil Murray – basso
- Jon Lord – tastiere
- Ian Paice – batteria

### Produzione
- Martin Birch – produzione, ingegneria del suono, missaggio